# Federació de Partits Socialistes
La Federació de Partits Socialistes fou un intent d'organització federal de partits i moviments socialistes de les diverses nacionalitats i regions d'Espanya, creada el 1976. N'eren antecedents la Coordinadora Socialista Federal Ibèrica (1964) i, més directament, la Conferència Socialista Ibèrica (1974), i aplegava Convergència Socialista de Catalunya (més tard PSC-Congrés), Partit Socialista del País Valencià, Partit Socialista de les Illes Balears (tots tres vinculats en una Coordinadora Socialista dels Països Catalans), Partido Socialista Galego, Eusko Socialistak, Partido Socialista de Andalucía, Partit Autonomista Socialista de Canàries, Partit Socialista d'Aragó, Convergència Socialista de Madrid i altres grups.
La seva línia socialista era d'esquerra autogestionària i federalista, alternativa al socialisme tradicional del PSOE. Es presentaren eleccions de 1977 en coalició amb el Partit Socialista Popular, però només obtingueren sis escons. Això, la força electoral del PSOE (van obtenir 118 diputats el 1977) i el pas a l'òrbita d'aquest partit dels membres més importants de la Federació (PSC-C, PSPV) en provocaren el desmantellament.
Entre els personatges més representatius de la Federació hom hi troba Ernest Lluch, Joan Reventós, Enrique Barón, Alejandro Rojas Marcos, Emilio Gastón i Xosé Manuel Beiras.